# Affinity (groupe)
Pour les articles homonymes, voir Affinity.
Affinity (à ne pas confondre avec le groupe disco du même nom, auteur de Don't go away en 1983) est un groupe britannique de jazz rock, formé à Brighton en 1968.

## Historique
L'origine du groupe date de 1965, dans le département des sciences de l'Université du Sussex à Brighton, en Angleterre. Trois étudiants en sciences, Lynton Naiff (claviers), Grant Serpell (batterie) et Nick Nicholas (contrebasse) avaient formé un trio de jazz et jouaient lors d'événements universitaires et de concerts locaux. Serpell, diplômé un an plus tard, est remplacé par Mo Foster, qui avait déjà joué de la basse dans son orchestre de l'école.
Affinity joue son premier concert à Londres au Club Revolution le 5 octobre 1968.
Un concert a été diffusé sur BBC Radio Jazz club.
Ils ont fait des tournées en Europe et en Scandinavie, dans plusieurs festivals. Ils ont sorti un album éponyme sur le label Vertigo en 1970.

## Discographie
- 1970 : Affinity (Vertigo), (Réédition 2002, Angel Air)
- 2003 : 1971-1972 (Angel Air)
- 2003 : Live Instrumentals 1969 (Angel Air)
- 2004 : Origins 1965-67 (Angel Air)
- 2007 : Origins: The Baskervilles 1965 (Angel Air)